# Georg Müller-Breslau

Georg Müller-Breslau, Porträt von Georg Jahn.

 Georg Müller-Breslau (* 5. September 1856 in Breslau, Provinz Schlesien; † 20. Oktober 1911 in Schmiedeberg, Landkreis Hirschberg, Provinz Schlesien) war ein deutscher Maler. Er gehörte zur Künstlerkolonie Goppeln.

## Leben

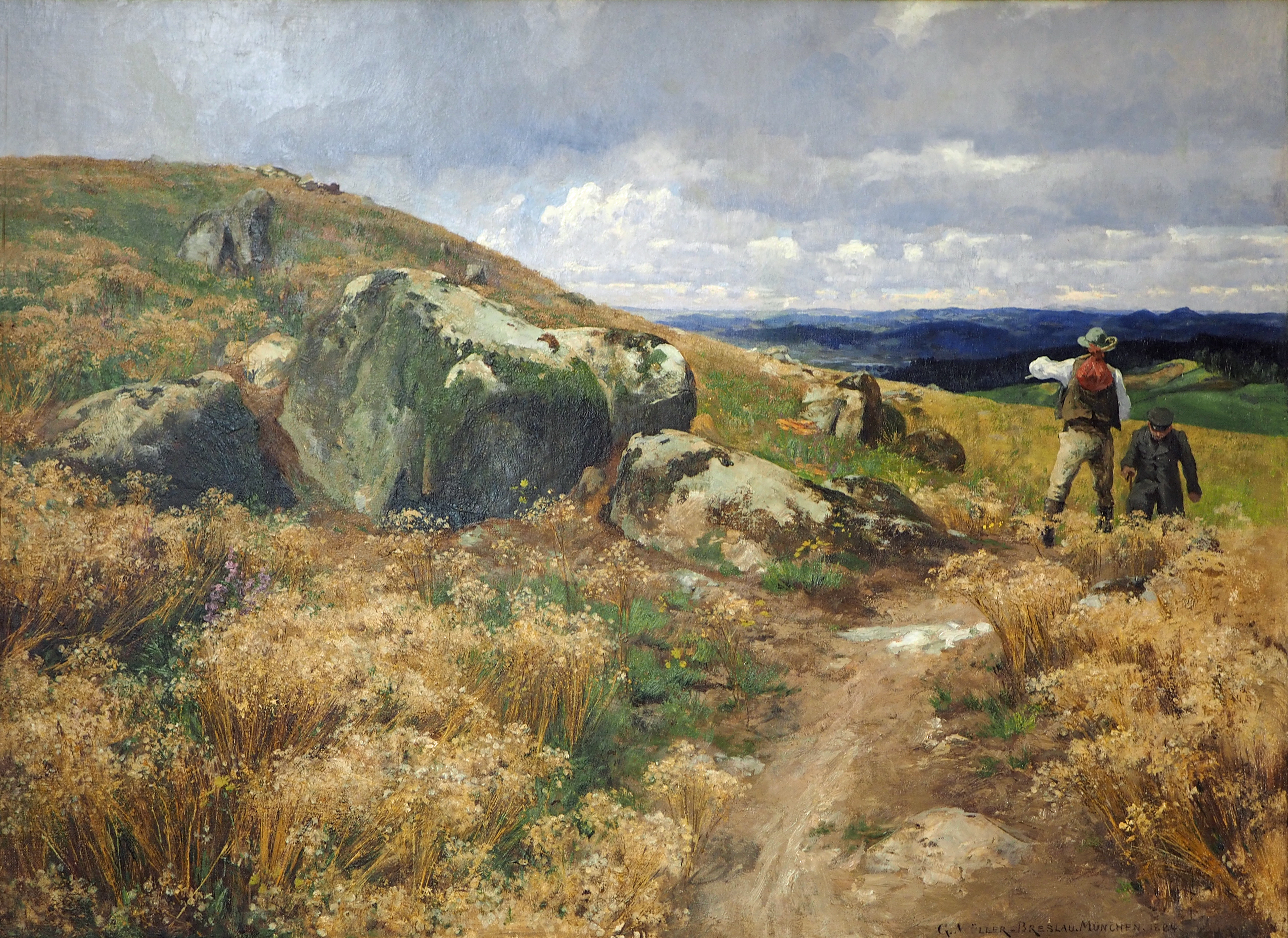
Riesengebirgslandschaft (1884)

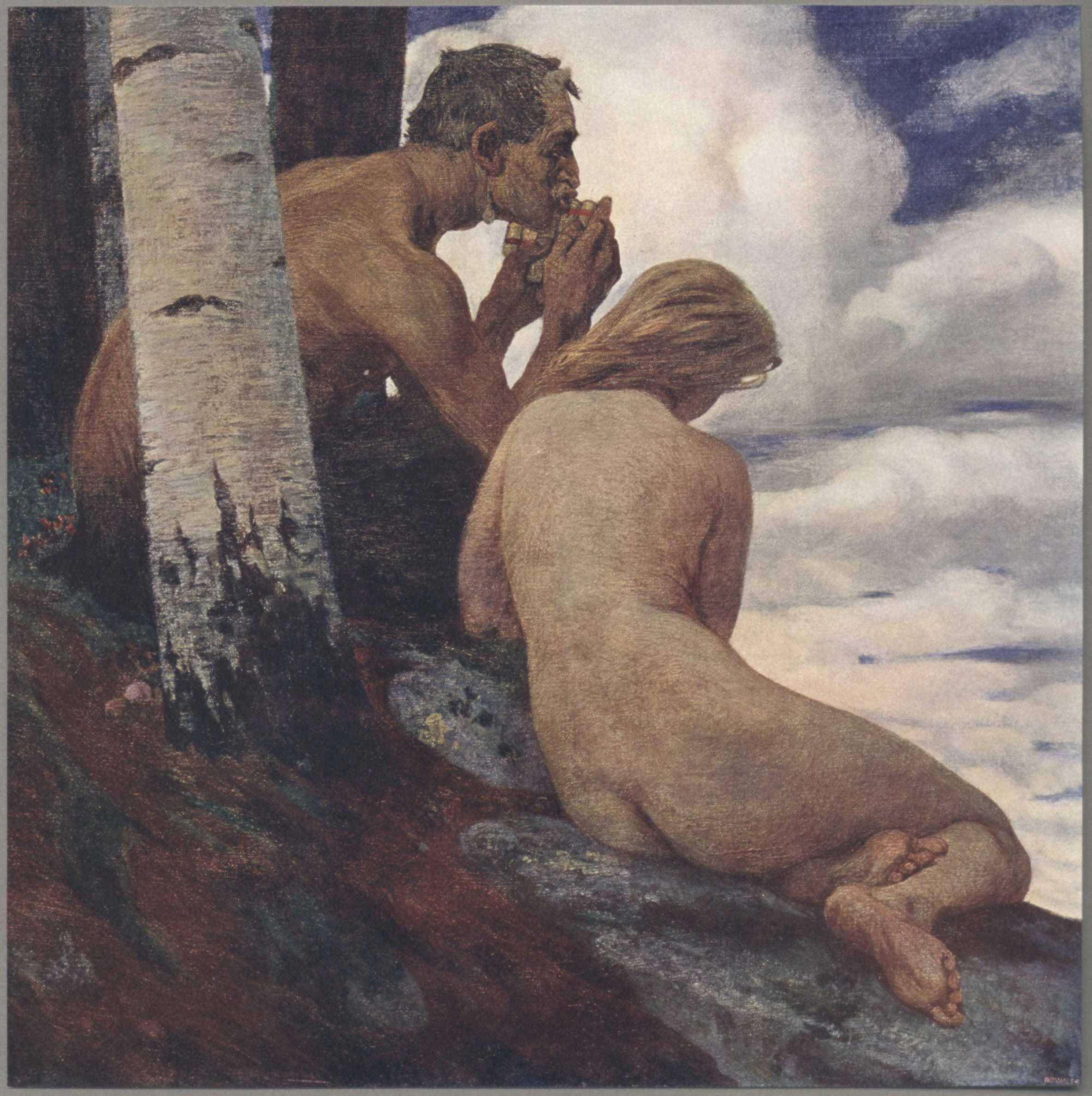
Faun und Nymphe

Müller-Breslau ließ sich zum Lithografen ausbilden und studierte schließlich bei Adolf Dressler Malerei. Er ging nach Berlin, wo er in Kontakt mit Karl Gussow, Illinger und Hermann Prell kam. Müller-Breslau arbeitete als selbständiger Maler in Berlin sowie ab 1883 in München. Von 1886 bis 1887 unternahm er eine Studienreise nach Italien und ließ sich 1892 in Dresden nieder. Hier schloss er sich der Dresdner Sezession sowie der Künstlervereinigung Die Elbier an. Zu seinen Werken zählt ein zwölf Quadratmeter großes Wandgemälde, das sich in der Aula des Bildungszentrums in Frankenberg befindet. Es trägt den Titel Wie Kaiser Karl Schulprüfung hielt und wurde um 1905 von Müller-Breslau angefertigt. Es gilt als das einzige monumentale Gemälde mit weltlichem Charakter dieser Art in Sachsen. Müller-Breslau verstarb 1911 in Schmiedeberg im Riesengebirge und wurde auf dem dortigen evangelischen Friedhof beigesetzt.
Müller-Breslau schuf Landschaftsbilder, aber auch figürliche Gemälde und Lithografien. Seine Werke befinden sich unter anderem im Besitz der Galerie Neue Meister in Dresden. Neben der Malerei war es auch als Illustrator tätig.

## Werke
Ausstellungen:
- 1887 Jubiläumsausstellung in Berlin, dort zu sehen das Gemälde Christus in der Einsamkeit.[3]
- 11. April bis 5. Mai 1903: Sonder-Ausstellung in Emil Richters Kunst-Salon, Dresden  von Georg Müller, Breslau, Walter Besig, Theodor Eichler.[4]
- um 1905: Sonder-Ausstellung Georg Müller-Breslau.
- Mai 1912: Nachlass- und Gedächtnis-Ausstellung von Prof. Georg Müller-Breslau.[5]

Als Illustrator
- Reinhold Bahmann, Georg Müller-Breslau: Gott will es! Eine Erzählung aus der Zeit der Hohenstaufen (= Aus unserer Väter Tagen. Band 9). Köhler, Dresden / Leipzig 1893, OCLC 254454826.
- W. E Stephan, Georg Müller-Breslau: Auf hoher Warte. Erzählung aus der Zeit des Sängerkrieges auf der Wartburg (= Aus unserer Väter Tagen. Band 10). 1898, OCLC 611747161.

- Kirchenfenster der Dorfkirche Niederwiesa